# Schonungen
Schonungen är en kommun och ort i Landkreis Schweinfurt i Regierungsbezirk Unterfranken i förbundslandet Bayern i Tyskland.